# Бронзовка венгерская
Бронзовка венгерская (лат. Protaetia ungarica) — жук из семейства пластинчатоусых (Scarabaeidae).

## Описание
Жуки с длиной тела 14-25 мм. Верх тела травянисто-зеленая, иногда с золотистым или медно-красным отливом. Булава усиков бурого или почти чёрного цвета с металлическим зеленым отливом. Изредка весь верх тела яркий медно-красный. Нижняя сторона тела медно-красная с зеленоватым отливом. Тело широкое, несколько выпуклое. Голова небольшая, покрытая густыми крупными точками. Наличник прямоугольный, покрытый такими же точками, как остальная часть головы. Переднеспинка выпуклая, несколько поперечная, постепенно суживающаяся кпереди, покрытая густыми, крупными точками (особенно по бокам). На середине диска несёт 4 белых пятнышка, иногда они отсутствуют. Щиток с густыми точками. Надкрылья широкие, выпуклые, слегка суженные кзади. Шов между надкрыльями в задней половине слегка приподнят. Поверхность надкрылий голая, с немногочисленными небольшими белыми пятнами по бокам и на спинке, иногда отсутствующих. Пигидий лишь немного выпуклый, покрыт густыми мелкими переплетающимися морщинками и довольно многочисленными короткими или довольно длинными приподнятыми беловатыми волосками, с 2—6 округлыми белыми пятнами.

## Ареал
Распространён в Европе, Крыму, в Закавказье, по всей Малой Азии, на Ближнем Востоке, в Иране, на севере Азербайджана, откуда через Копет-Даг проникает в Туркменистан. На Кавказе вид не встречается на Черноморском побережье от Новороссийска до Батуми и в Колхидской низменности. В Европе обитает на юге Чехии и Словакии, на востоке Австрии, Венгрии, Румынии, Болгарии, Европейской части Турции и Греции. Северная граница ареала проходит от Закарпатской области Украины на Бердичев, Киев, южнее Харькова, через север Луганской области (Стрелецкая степь), юг Воронежской области, Саратов, Оренбург, степи северного Казахстана, юго-западный Алтай, южную часть Тувы, северо-западную Монголию, в Забайкалье, далее по северной Монголии до границы с Китаем. Южная граница идет от восточного побережья Каспийского моря к западному побережью Аральского моря, по правому берегу Сыр-Дарьи, далее от пустыни Кызылкум на юго-запад, среднему течению реки Или, по китайской границе до Тарбагатая, затем уже в пределах Китая — на юго-восток через Джунгарию к южным пределам пустыни Гоби, южной части хребта Алашань и Ордосу.

## Биология
Типичный обитатель степей с чернозёмными и каштановыми почвами, сухих солонцеватых почв, на участках разрушения известняков и меловых отложений. В полупустынях встречается в небольшом количестве. Наиболее характерен для настоящих степей, многочислен в типчаково-ковыльных степях, в разнотравно-типчаково-ковыльной и полынно-типчаково-ковыльной степях. На сухих горных склонах в Предкавказье встречается на высотах до 500—600 метров над уровнем моря. Не встречается луговых степях лесостепной зоны европейской части России, на песках, глинистых песках, на сильно увлажненных участках, в речных поймах.
Жуки встречаются с апреля по начало августа. Массовый лёт отмечается в мае—июне. Жуки активны в жаркие солнечные дни, когда они активно летают и питаются. В облачные, холодные или дождливые дни обычно неподвижно сидят на растениях, спускаются к поверхности земли, где прячутся листьями, в дерновинах злаков, у корней и т. д. На ночь жуки спускается к земле. Наиболее активны жуки с 9 до 13 часов. Питаются чаще всего на цветках растений из семейства сложноцветных, выгрызая цветоложе, части соцветий. Спустя несколько дней после спаривания самки откладывают яйца. Для этого жуки забираются в землю, где имеются скопления мертвых растительных остатков. В целинной степи Аскании-Нова, большая часть личинок развивается в норах сусликов.